# Buchhändlergilde
Buchhändlergilde ist eine veraltete Bezeichnung für einen Zusammenschluss von Unternehmern, die Bücher vermarkten.

## England
Das britische Urheberrecht ermöglichte im 16. Jahrhundert den Mitgliedern der Buchhändlergilde (Company of Stationers oder Stationers‘ Company), gegen eine Gebühr den Titel eines Manuskripts in ein Bücherregister (Bücherrolle) eintragen zu lassen und somit das alleinige Recht zu erhalten, das Werk zu drucken. Das Copyright law entstand somit im anglo-amerikanischen Rechtskreis als ein Kopierrecht der Verlage, nicht als ein Urheberrecht der Autoren (droit d’auteur).
1710 folgte mit der Statute of Anne das erste Urheberrechtsgesetz in England, das erste der USA war der Copyright Act von 1790.

## Deutschland
Die Sortimentsbuchhändler schlossen sich 1916 unter der Federführung des Buchhändlers Paul Nitschmann mit der Deutschen Buchhändlergilde zu einer zweiten Interessenvertretung neben dem Börsenverein der Deutschen Buchhändler zusammen. Die Deutsche Buchhändlergilde gab von 1916 bis 1935 das monatlich erscheinende Buchhändlergilde-Blatt heraus.